# Mark Hurtubise
Mark Hurtubise (* 9. Juni 1984 in Montreal, Québec) ist ein kanadischer Eishockeyspieler, der zuletzt beim EC KAC aus der EBEL unter Vertrag stand.

## Karriere
Hurtubise begann seine Karriere in der Saison 2001/02 bei den Remparts de Québec, für die er zweieinhalb Jahre in der Juniorenliga Ligue de hockey junior majeur du Québec spielte. Während der laufenden Spielzeit 2002/03 wechselte er innerhalb der Liga zu den Foreurs de Val-d’Or und stand dort bis zum Ende der Saison 2004/05 auf dem Eis. In der Saison 2005/06 war er für die Adirondack Frostbite in der United Hockey League aktiv und bestritt dort mit 66 Scorerpunkten die bis dahin punktbeste Hauptrunde seiner Karriere.

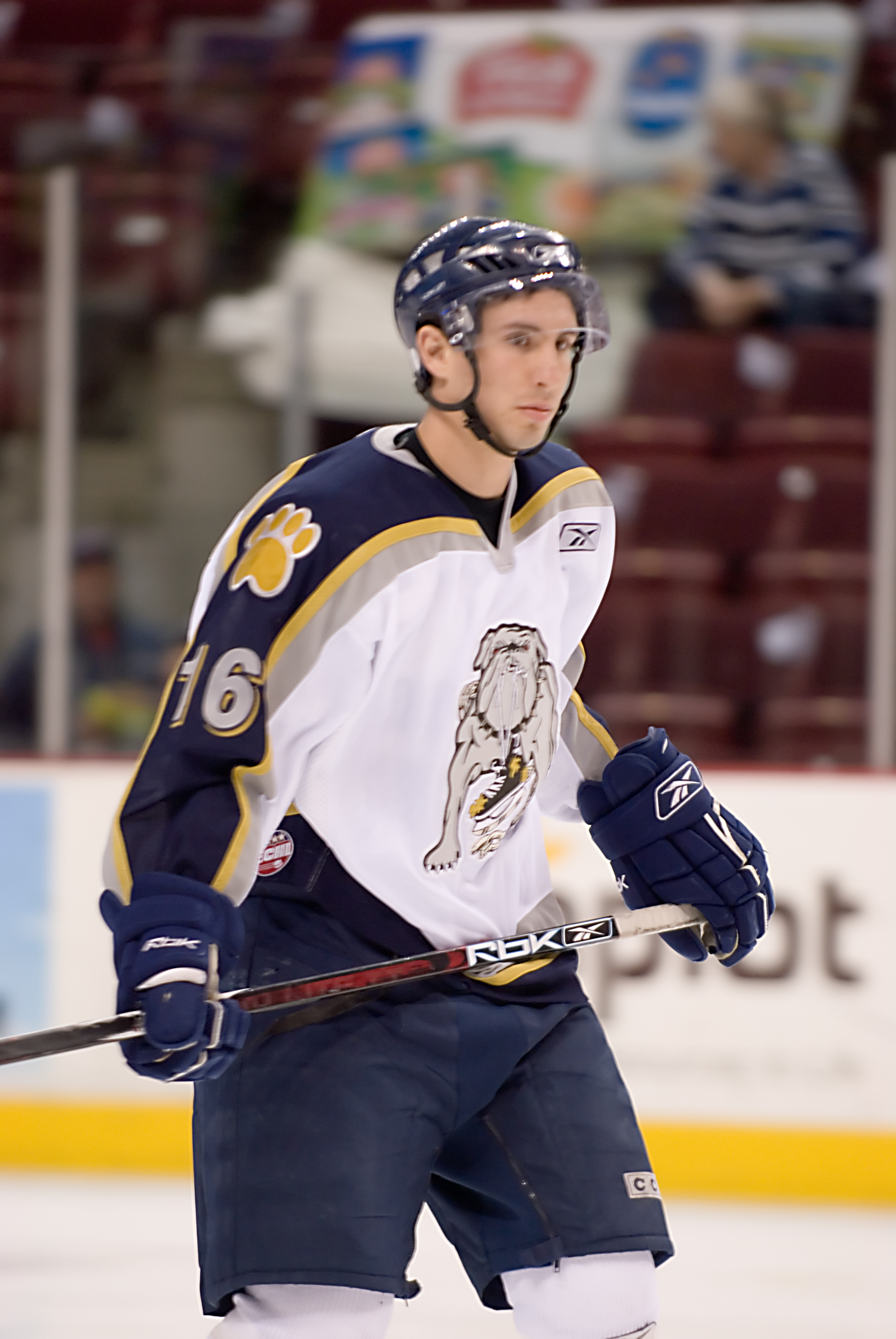
Mark Hurtubise im Trikot der Long Beach Ice Dogs

Im Sommer 2006 wechselte der Kanadier in die ECHL zu den Long Beach Ice Dogs und brachte es in 71 Saisonspielen auf 44 Scorerpunkte. In der Saison 2007/08 spielte Hurtubise bei den Mississippi Sea Wolves, ehe er seine Karriere im folgenden Jahr in Europa fortsetzte und sich den Edinburgh Capitals aus der britischen Elite Ice Hockey League anschloss. Dort war der Angreifer mit 30 Toren und 59 Vorlagen der beste Scorer der Liga und unterschrieb zur Spielzeit 2008/09 beim schwedischen Klub Olofströms IK aus Division 1. Dort konnte er an die Leistungen aus dem Vorjahr anknüpfen und wurde mit 35 Treffern sowie 40 Torvorlagen sowohl der punktbeste als auch torgefährlichste Akteur der Liga und wies mit einem Wert von 22 auch die beste Plus/Minus-Statistik aller Spieler auf. Damit empfahl sich Hurtubise für Engagements in höheren Spielklassen und wechselte im Mai 2010 innerhalb Schwedens zum Zweitligisten Almtuna IS.
Zwischen 2011 und 2013 spielte er für Leksands IF in der HockeyAllsvenskan und erreichte mit der Mannschaft am Ende der Saison 2012/13 den Aufstieg in die Svenska Hockeyligan. Im Anschluss verließ Hurtubise den Verein und spielte in der folgenden Spielzeit für AIK Ishockey, ehe er im Sommer 2014 zum finnischen Klub Tampereen Ilves in die Liiga wechselte. Nach nur neun Partien mit insgesamt zwei Scorerpunkten kehrte der Rechtsschütze nach Schweden zurück und beendete die Saison beim Zweitligisten IF Björklöven. Die Spielzeit 2015/16 begann Hurtubise zunächst beim HC Red Ice in der Schweizer National League B, bevor er im Dezember 2015 zu den Krefeld Pinguinen in die Deutsche Eishockey Liga wechselte.
Im Juli 2016 wurde er beim EC KAC aus der EBEL als Neuzugang vorgestellt.

## Erfolge und Auszeichnungen
- 2009 Topscorer in der Elite Ice Hockey League
- 2010 Topscorer in der Division 1